# West Indies Cricket Team in Simbabwe in der Saison 2017/18
Die Tour des West Indies Cricket Teams nach Simbabwe in der Saison 2017/18 findet vom 21. Oktober bis zum 2. November 2017 statt. Die internationale Cricket-Tour ist Bestandteil der Internationalen Cricket-Saison 2017/18 und umfasst zwei Tests.

## Vorgeschichte
Für beide Mannschaften ist es die erste Tour der Saison. Das letzte Aufeinandertreffen der beiden Mannschaften fand in der Saison 2012/13 in den West Indies statt.

## Stadien
Das folgende Stadion wurden für die Tour als Austragungsort vorgesehen und am 1. Oktober 2017 bekanntgegeben.
| Stadion            | Stadt    | Kapazität | Spiele       |
| ------------------ | -------- | --------- | ------------ |
| Queens Sports Club | Bulawayo | 9.000     | 1. & 2. Test |

## Kaderlisten
Die West Indies benannten ihren Kader am 4. Oktober 2017.
| Test | Test |
| Simbabwe | West Indies |
| --- | --- |
| - Graeme Cremer (K) - Regis Chakabva - Chamu Chibhabha - Michael Chinouya - Tendai Chisoro - Craig Ervine - Kyle Jarvis - Hamilton Masakadza - Nyasha Mayavo - Solomon Mire - Peter Moor (wk) - Christopher Mpofu - Sikandar Raza - Brendan Taylor - Malcolm Waller - Sean Williams | - Jason Holder (K) - Devendra Bishoo - Jermaine Blackwood - Kraigg Brathwaite - Roston Chase - Miguel Cummins - Shane Dowrich (wk) - Shannon Gabriel - Shimron Hetmyer - Kyle Hope - Shai Hope - Alzarri Joseph - Kieran Powell - Raymon Reifer - Kemar Roach |

## Tour Matches
| 15. – 17. Oktober Scorecard | Bulawayo (BAC) | West Indies 336-7d (97.1) & 263-5d (68) | – | Zimbabwe A 143 (44.1) & 70-4 (27) |
|                             |                | Remis                                   |   |                                   |

## Tests

### Erster Test in Bulawayo
| 21. – 24. Oktober Scorecard | Bulawayo | West Indies 219 (82.5) & 373 (126) | – | Simbabwe 159 (61.3) & 316 (90.4) |
|                             |          | West Indies gewinnt mit 117 Runs   |   |                                  |

### Zweiter Test in Bulawayo
| 29. Oktober – 2. November Scorecard | Bulawayo | Simbabwe 326 (109.1) & 301-7 (144) | – | West Indies 448 (178.2) |
|                                     |          | Remis                              |   |                         |